# Funuke domo, kanashimi no ai wo misero
Funuke domo, kanashimi no ai wo misero (腑抜けども、悲しみの愛を見せろ?), noto anche con il titolo inglese Funuke Show Some Love, You Losers!, è un film del 2007 diretto da Daihachi Yoshida.

## Trama
Dopo che entrambi i genitori muoiono in un tragico incidente stradale, l'eccentrica ed egoista Sumika torna a casa da Tokyo perché la famiglia non è più in grado di inviarle i soldi per mantenere i suoi studi di recitazione. Gli altri membri della famiglia sono la sorella minore Kiyomi, un aspirante fumettista con la quale ha un rapporto conflittuoso, e il fratellastro Shinji emotivamente turbato e sposato con Machiko, l'unica che cerca di mantenere uno spirito positivo in casa nonostante i maltrattamenti che le arreca il marito. Ognuno di loro custodisce un oscuro segreto ma cercano di trovare il senso della vita e dell'amore a modo loro.